# Hans Nogger
Hans Nogger (* 27. Juli 1869 in München als Johann Baptist Nogger; † 1938) war ein bayerischer Unterhaltungskünstler.

## Leben und Wirken
Er wurde am 27. Juli 1869 in München als Johann Baptist Nogger geboren. Er gehörte im späten 19. und frühen 20. Jahrhundert zu den Münchener Volkssängern um August Junker und Alois Hönle. Über seinen weiteren Lebensweg nach 1924 ist augenblicklich nichts bekannt. Er starb 1938.
Nogger machte 1903 Aufnahmen für The Gramophone and Typewriter Ltd. and Sister Companies, davon zwei mit August Junker.

## Tondokumente
- 7" Gramophone Record 44 303 (mx. 1118 c) Die Mondscheinbrüder. Gesungen von Hans Nogger u. August Junker, München. German. Duet.
- 7" Gramophone Record 44 304 (mx. 1119 c) Die beiden Holledauer. Gesungen von Hans Nogger u. August Junker, München. German. Duet.
- 10" Gramophone Record 2-42 669 (mx. 1190 z) Aennchen von Tharau. Gesungen von Hans Nogger, München.